# Síň slávy slovinského hokeje
Síň slávy slovinského hokeje (slovinsky Slovenski hokejski hram slavnih) sdružuje osobnosti z řad ledních hokejistů, trenérů, rozhodčích a činovníků, kteří se významnou měrou zasloužili o úspěchy a rozvoj slovinského ledního hokeje za bývalé Jugoslávie a poté za samostatného Slovinska. Slavnostně otevřena byla roku 2007 u příležitosti 80. výročí organizovaného ledního hokeje ve Slovinsku a 15. výročí vzniku slovinské reprezentace v ledním hokeji. Od posledního rozšíření v roce 2022 má 120 členů.

## Členové
Při slavnostním otevření Síně slávy slovinského hokeje v roce 2007 bylo za členy přijato 60 osobností, roku 2008 přibyla 24 jména, v roce 2012 se seznam rozrostl o 11 členů a po posledním rozšíření roku 2022 má Síň slávy slovinského hokeje 120 členů.

### 2007
Ernest Aljančič st. – Jože Kovač – Emil Ažman – Erik Krisch – Slavko Ažman – Srdan Kuret – Igor Beribak – Franc Lešnjak – Mustafa Bešić – Domine Lomovšek – Andrej Brodnik – Matko Medja – Vasilij Cerar – Janez Mlakar – Boris Čebulj – Drago Mlinarec – Matevž Čemažar – Murajica Pajič – Hans Dobida – Silvo Poljanšek – Anton Dremelj – Janko Popovič – Jan-Åke Edvinsson – Cveto Pretnar – Stane Eržen – Ludvik Ravnik – René Fasel – Viktor Ravnik – Albin Felc – Andrej Razinger – Eldar Gadžijev – Drago Savič – Anton Jože Gale – Matjaž Sekelj – Jože Gogala – Štefan Seme – Marjan Gorenc – Franc Smolej – Edo Hafner – Marko Smolej – Gorazd Hiti – Rudi Hiti – Roman Smolej – Dragan Stanisavljevič – Bogomir Jan – Andrej Stare – Ivo Jan st. – Nebojša Stojakovič – Milko Janežič – Lado Šimnic – Marjan Jelovčan – Zvonko Šuvak – Branko Jeršin – Toni Tišlar – Vlado Jug – Viktor Tišlar – Ignac Kovač – Ciril Vister – Rudi Knez – Matjaž Žargi

### 2008
Božidar Beravs – Tomaž Bratina – Drago Horvat – Peter Klemenc – Sašo Košir – Tomaž Košir – Miroslav Lap – Tomaž Lepša – Blaž Lomovšek – Janez Puterle – Jože Razinger – Ivan Ščap – Andrej Vidmar – Franci Žbontar – Roman Iskra – Zoran Rozman – Igor Zaletelj – Bogdan Jakopič – Gabrijel Javor – Bojan Kavčič – Miloš Sluga – Andrej Verlič – Zlatko Pavlica – Boris Pajič

### 2012
Elvis Bešlagić – Robert Ciglenečki – Dejan Kontrec – Tomaž Vnuk – Bojan Zajc – Nik Zupančič – Luka Žagar – Zoran Pahor – Marko Popovič – Žarko Bundalo – Franc Ferjanič

### 2022
Jasmina Rošar – Mojca Dud – Tea Lahanjar – Metka Manfreda – Ina Prezelj – Vesna Ažman – Marcel Rodman – Gaber Glavič – Jurij Goličič – Ivo Jan ml. – Andrej Hočevar – Robert Kristan – Gregor Polončič – Tomaž Razingar – Ildar Rachmatullin – Miha Rebolj – Peter Rožič – Mitja Šivic – Dejan Varl – Matjaž Kopitar – Ludovik „Luce“ Žitnik – Neil Sheehy – Vladimir Krikunov – Kari Savolainen – Jozef Beniač